# لوراخ
لوراخ (به آلمانی: Lörrach) شهری در جنوب غربی ایالت بادن-وورتمبرگ آلمان است. این شهر به خطوط راه‌آهن آلمان متصل است و شهری مرزی به‌شمار می‌آید.